# HMS Woodcock (U90)
Le HMS Woodcock  est un sloop britannique, de la classe Black Swan modifiée, qui participa aux opérations navales contre la Kriegsmarine (marine Allemande) pendant la seconde Guerre mondiale.

## Construction et conception
Le Woodcock est commandé le 18 juillet 1941 dans le cadre de programmation de 1940 pour le chantier naval de Fairfield Shipbuilding and Engineering Company à Govan en  Ecosse. Sa pose de la quille est effectuée le 21 octobre 1941, le Woodcock est lancé le 26 novembre 1942 et mis en service le 29 mai 1943.
Il a été adopté par la communauté civile de Cuckfield dans le Sussex de l'Ouest en Angleterre, dans le cadre de la Warship Week (semaine des navires de guerre) en 1942.
La classe Black Swan modifiée était une version élargie et mieux armé pour la lutte anti-sous-marine de la classe Black Swan, elle-même dérivée des sloops antérieurs de la classe Egret. L'armement principal se composait de six canons antiaériens QF 4 pouces Mk XVI dans trois tourelles jumelles, de 6 Canons jumelés de 20 mm Oerlikon Anti-aérien, de 4 canons de 40 mm pom-pom. L'armement anti-sous-marin se composait de lanceurs de charges de profondeur avec 110 charges de profondeur transportées. Il était aussi équipé d'un mortier HEDGEHOG anti-sous-marin pour lancer en avant ainsi qu'un équipement radar pour le radar d'alerte de surface type 272, et le radar de contrôle de tir type 285,.

## Historique
Le Woodcock est déployé pour l'escorte et le soutien des convois de l'Atlantique contre les attaques de U-Bootes dès sa mise en service avec le 2e Groupe d'escorte.

Le 30 juillet 1943, le sous-marin allemand U-462 est coulé dans le golfe de Gascogne à la position géographique de 45° 33′ N, 10° 58′ O par un avion britannique Handley Page Halifax (Squadron 502/S) et des coups de feu des sloops britanniques Wren, Kite, Woodpecker, Wild Goose et Woodcock.

Le sous-marin allemand U-226 est coulé à 7 h 00 le 6 novembre 1943 dans l'Atlantique Nord à l'Est de Terre-Neuve, à la position géographique de 44° 49′ N, 41° 13′ O par des charges de profondeur des sloops britanniques Starling,  HMS Kite et Woodcock.
Début 1944, il rejoint le 7e Groupe d'escorte basé à Belfast. Il est déployé avec ce nouveau groupe pour le service d'escorte de convoi atlantique dans les approches nord-ouest entre le Royaume-Uni et Gibraltar.

En mai, il prend part à l'Opération Neptune pour l'appui du débarquement en Normandie. Le 27 mai, le Woodcock subit de graves dommages lors d'une collision avec le destroyer Venus qui le fera éloigner du théatre d'opérations jusqu'en août où il rejoint la Home Fleet à Scapa Flow.
Il réalise divers missions de patrouilles et surveillance en 1945, dont son déploiement avec le Tanker Group of Fleet Train pour la défense anti-aérienne lors de la reconstitution de la British Pacific Fleet (renommée Task Force 57) au large de Sakishima lors d'une série d'opérations aériennes contre des aérodromes japonais lors du débarquement américain à Okinawa (Opération Iceberg).
Après la capitulation japonaise, le Woodcock reste en Extrême-Orient après avoir été libéré du soutien du TG38.5. Il rejoint la Pacific Fleet Escort Force basée à Hong Kong et participe à la protection des mercantiles lors de son passage vers et depuis les ports chinois. En 1946, le navire retourne au Royaume-Uni pour être livré dans la réserve. Après avoir été réduit au statut de réserve en décembre 1946, il est mis à pied à Harwich mais transféré à Chatham en 1948. Sa catégorie de réserve est réduite après 1953 et il est remorqué à Hartlepool l'année suivante. Inscrite sur la liste des destructions en 1955, il est vendu à Bisco pour démolition par  la Shipbreaking Industries à Rosyth où il est arrivé le 28 novembre 1955.